# José Cerdà Lloret
José Cerdà Lloret (castellà: José Cerdá Lloret)  (17 de març de 1826 - 13 d'agost de 1882) fou un polític valencià, diputat a les Corts Espanyoles durant el regnat d'Isabel II i diputat i senador durant la restauració borbònica.

## Biografia
Fou col·laborador de Ciril Amorós i Pastor. El 1864 fou elegit diputat provincial pel districte de Sant Vicent del Raspeig de València pel Partit Moderat i el 1867 fou elegit diputat a Corts Espanyoles per València. Va donar suport la restauració borbònica i el gener de 1875 formà part de la nova Diputació de València nomenada pel capità general. Membre del Partit Conservador, fou elegit diputat per Torrent a les eleccions generals espanyoles de 1876 i senador el 1879, però no va arribar a jurar el càrrec.